# 矢越八幡宮
矢越八幡宮（やごしはちまんぐう）は、青森県下北郡佐井村矢越に1907年（明治41年）に建立された神社である。

## 概要
矢越八幡宮は、1752年（宝暦2年）に箭根森八幡宮（やのねもり）から分社されたといわれている。
現在の御神体の1つに「浦島太郎」がある。1949年（昭和24年）に矢越前浜で大きな亀がとれたことがきっかけだ。人びとはそれを剥製にし、八幡宮祭典の運営団体である矢越若者会に寄付したと言われている。ちょうど同じ時期に佐井村本村の古本村地区から祭礼の際、山車に飾る御神体（「カミサマ」と呼ばれる人形）が譲られた。矢越は「漁師町」であり、「亀」剥製との連想から譲られた御神体を「浦島太郎」と見立てた。これを機に亀の剥製ともども御神体として祀られている。

## 交通
- 自動車でむつ市内から国道279号を北へ、大間町経由で約64キロメートル（約1時間22分）
  - 青森市内からだと約165キロメートル（約3時間）